# Йос Валгарен
Йос Валгарен (нід. Joos Valgaeren, нар. 3 березня 1976, Левен) — бельгійський футболіст, що грав на позиції захисника.
Виступав, зокрема, за клуб «Селтік», а також національну збірну Бельгії.

## Клубна кар'єра
Народився 3 березня 1976 року в місті Левен.
У дорослому футболі дебютував 1993 року виступами за команду «Верброедеринг Геел», в якій провів один сезон, взявши участь у 20 матчах чемпіонату. 
Згодом з 1994 по 2000 рік грав у складі команд «Мехелен» та «Рода».
Своєю грою за останню команду привернув увагу представників тренерського штабу клубу «Селтік», до складу якого приєднався 2000 року. Відіграв за команду з Глазго наступні п'ять сезонів своєї ігрової кар'єри. Більшість часу, проведеного у складі «Селтіка», був основним гравцем захисту команди.
Протягом 2005—2008 років захищав кольори клубу «Брюгге».
Завершив ігрову кар'єру у команді «Еммен», за яку виступав протягом 2008—2009 років.

## Виступи за збірну
У 1999 році дебютував в офіційних матчах у складі національної збірної Бельгії.
У складі збірної був учасником чемпіонату Європи 2000 року у Бельгії та Нідерландах.
Загалом протягом кар'єри в національній команді, яка тривала 6 років, провів у її формі 19 матчів.

## Титули і досягнення
- Володар Кубка Нідерландів (1):

«Рода»: 1999–2000
- Чемпіон Шотландії (3):

«Селтік»: 2000–01, 2001–02, 2003–04
- Володар Кубка Шотландії (3):

«Селтік»: 2000–01, 2003–04, 2004–05
- Володар Кубка шотландської ліги (1):

«Селтік»: 2000–01
- Володар Кубка Бельгії (1):

«Брюгге»: 2006–07